# Gösta Påhlman
John Magnus Gösta Påhlman, född 18 februari 1895 i Stockholm, död 12 juni 1963 i Stockholm, var en svensk jurist och handelsskolman.
Gösta Påhlman var son till John Påhlman. Efter studentexamen i Stockholm 1913 utexaminerades han från Bröderna Påhlmans handelsinstitut 1914 och blev juris kandidat vid Stockholms högskola 1920. Efter tingstjänstgöring 1921–1923 van han bland annat tillförordnad borgmästare i Trosa 1924, i Sigtuna 1925–1927 och 1929 samt i Vaxholm 1928. Dessutom tjänstgjorde han från 1916 vild skilda tider som lärare vid Bröderna Påhlmans handelsinstitut. Efter att i ett år med statsanslag ha studerat handelsundervisningen i olika länder i Europa och USA blev Påhlman 1921 ordinarie lärare vid institutet. När fadern 1933 lämnade posten som rektor vid institutet övertogs den av Gösta Påhlman. Under många år arbetade han även som skriftexpert, verkställde flera uppdrag på området och avgav utlåtanden till domstolar och andra myndigheter. Från 1924 var han kyrkonotarie i Högalids församling.